# Anselmo Canjuga
Anselmo Canjuga (Budislavec kod Varaždina, 1894. – Stara Gradiška 1952.) - hrvatski katolički svećenik, franjevac, skladatelj, orguljaš i zborovođa
Rođen je u Budislavcu kraj Varaždina 1894. godine. U Vidovcu je išao u osnovnu školu. Od 1905. godine bio je u kapucinskom konviktu u Varaždinu. Položio je redovničke zavjete 1911. godine. Za svećenika je zaređen 1917. godine u Senju gdje je studirao bogoslovne studije. 
Dugi niz godina djelovao je u Kapucinskom samostanu u Varaždinu. Djelovao je kao skladatelj, voditelj zbora, orguljaš, predavač vjeronauka i odgojitelj sjemeništaraca. Dao je doprinos za Hrvatski crkveni kantual - zbornik liturgijske glazbe u Zagrebu 1934. godine. Djeluje u Osijeku od 1938. do 1947. godine. Bio je zborovođa i orguljaš te nastavnik glazbe u gimnaziji. Surađivao je s HNK u Osijeku. 
Skladao je domoljubnu skladbu "Za Hrvatsku" na tekst V. Deželića Starijeg. Skladba je bila popularna u vrijeme NDH. U audijenciji kod Ante Pavelića 1941. godine uručio mu je partituru skladbe. Zbog toga je nakon Drugog svjetskog rata osuđen na 16 godina zatvora i 5 godina gubitka svih građanskih prava. Umro je i pokopan 1952. u Staroj Gradiški. Kasnije su mu posmrtni ostaci prenijeti u grobnicu Kapucinskog samostana na Mirogoju u Zagrebu.
Skladao je 39 moteta i 13 prigodnih moteta, 41 himni, 7 misa i 77 obrada skladbi. 